# Кароббьо-дельи-Анджели
Кароббьо-дельи-Анджели (итал. Carobbio degli Angeli) — коммуна в Италии, находится в регионе Ломбардия, подчиняется административному центру Бергамо.
Население составляет 4056 человек, плотность населения составляет 553 чел./км². Занимает площадь 6 км². Почтовый индекс — 24060. Телефонный код — 035.
Покровителями коммуны почитаются святой Панкратий Римский и ангелы-хранители. Праздник ежегодно празднуется 2 октября.